# Tekken X Street Fighter
Tekken X Street Fighter egy Namco Bandai által fejlesztett videójáték.

## Megjelenés
A játék készültét 2010 július 24-én a Street Fighter X Tekken készültével együtt jelentették be a két játék atyjai, a Tekken részéről Katsuhiro Harada, a Street Fighter-sorozat részéről Yoshinori Ono egy közös sajtótájékoztatón a San Diegó-i Comic-Con International 2010 rendezvényen. A játék a Tekken-sorozat többi részében is használt motort kapja, a korábban megszokott 3D-s környezettel és irányítással, míg a Street Fighter X Tekken a Street Fighter-sorozatban megszokott 2D-s világot kapja.

## Szereplők
A játék eddig bejelentett szereplőinek listája.
| Tekken            | Street Fighter |
| ----------------- | -------------- |
| Jin Kazama        | Ryu            |
| Kazuya Mishima    | Ken            |
| Bryan Fury        | Blanka         |
| Lei Wulong        | Guile          |
| Christie Monteiro | Chun Li        |
| Nina              | Cammy          |
| Yoshimitsu        | Zangief        |
| Raven             | Dhalsim        |
| Hwoarang          | Vega           |
| Steve Fox         | Sakura         |
| Asuka             | Mega Man       |
| Heihachi Mishima  | M. Bison       |
| Paul Phoenix      | Dudley         |
| Marshall Law      | Marduk         |